# Tài chính
Tài chính (hay đôi khi được viết là tài chánh, Tiếng Anh: finance) là phạm trù kinh tế phản ánh các quan hệ phân phối của cải xã hội dưới hình thức giá trị phát sinh trong quá trình hình thành, tạo lập, phân phối các quỹ tiền tệ của các chủ thể trong nền kinh tế nhằm đạt mục tiêu của các chủ thể ở mỗi điều kiện nhất định.

## Sự ra đời
Sản xuất hàng hóa và tiền tệ là nhân tố mang tính khách quan có ý nghĩa quyết định sự ra đời, tồn tại và phát triển của tài chính và Nhà nước là nhân tố có ý nghĩa định hướng tạo điều kiện, tạo ra hành lang pháp lý và điều tiết sự phát triển của tài chính.

### Sự ra đời do sản xuất hàng hóa và tiền tệ
Khi xã hội có sự phân công về lao động, có sự chiếm hữu khác nhau về tư liệu sản xuất và sản phẩm lao động, nền sản xuất hàng hóa ra đời và  tiền tệ xuất hiện. Các quỹ tiền tệ được tạo lập và được sử dụng bởi các tổ chức kinh tế, tổ chức xã hội hay cá nhân nhằm mục đích tiêu dùng và đầu tư phát triển kinh tế - xã hội. Các quan hệ kinh tế đó đã làm nảy sinh phạm trù tài chính.
Sự ra đời của nền sản xuất hàng hóa - tiền tệ làm xuất hiện các nguồn tài chính, đó là của cải xã hội được biểu hiện dưới hình thức giá trị. Sản xuất và trao đổi hàng hóa xuất hiện, theo đó tiền tệ đã xuất hiện như một đòi hỏi khách quan với tư cách là vật ngang giá chung trong quá trình trao đổi. Trong điều kiện kinh tế hàng hóa - tiền tệ, hình thức tiền tệ đã được các chủ thể trong xã hội sử dụng vào việc phân phối sản phẩm xã hội và thu nhập quốc dân để tạo lập nên các quỹ tiền tệ riêng phục vụ cho những mục đích riêng của mỗi chủ thể.

### Sự ra đời do sự xuất hiện nhà nước
Cùng với quá trình phát triển của xã hội, khi Nhà nước ra đời đã thúc đẩy sự phát triển của hoạt động tài chính. Nhà nước, với chức năng, quyền lực và để duy trì hoạt động của mình đã tạo lập quỹ ngân sách nhà nước thông qua quá trình phân phối tổng sản phẩm xã hội dưới hình thức giá trị, hình thành lĩnh vực tài chính nhà nước, thúc đẩy sự phát triển của nền kinh tế hàng hóa, thúc đẩy và mở rộng phạm vi hoạt động của tài chính.
Hoạt động phân phối tài chính là khách quan nhưng chịu sự chi phối trực tiếp hoặc gián tiếp của nhà nước thông qua các chính sách được ban hành và áp dụng trong nền kinh tế (chính sách thuế, chính sách tiền tệ,...). Bằng quyền lực chính trị và thông qua một hệ thống chính sách, chế độ, nhà nước đã tạo nên môi trường pháp lý cho sự hoạt động của tài chính; đồng thời nắm lấy việc đúc tiền, in tiền và lưu thông tiền tệ.

## Các mối quan hệ tài chính
Căn cứ vào hoạt động sản xuất kinh doanh của doanh nghiệp có thể có các mối quan hệ tài chính sau:

### Mối quan hệ tài chính giữa doanh nghiệp với ngân sách Nhà nước
Mối quan hệ này thể hiện ở chỗ Nhà nước cấp phát, hỗ trợ vốn và góp vốn cổ phần theo những nguyên tắc và phương thức nhất định để tiến hành sản xuất kinh doanh và phân chia lợi nhuận. Đồng thời, mối quan hệ tài chính này cũng phản ánh những quan hệ kinh tế dưới hình thức giá trị phát sinh trong quá trình phân phối và phân phối lại tổng sản phẩm xã hội và thu nhập quốc dân giữa ngân sách Nhà nước với các doanh nghiệp được thể hiện thông qua các khoản thuế mà doanh nghiệp phải nộp vào ngân sách Nhà nước theo luật định.

### Mối quan hệ tài chính giữa các doanh nghiệp với thị trường tài chính
Các quan hệ này được thể hiện thông qua việc tài trợ các nhu cầu vốn của doanh nghiệp.
Với thị trường tiền tệ thông qua hệ thống ngân hàng, các doanh nghiệp nhận được các khoản tiền vay để tài trợ cho các nhu cầu vốn ngắn hạn và ngược lại, các doanh nghiệp phải hoàn trả vốn vay và tiền lãi trong thời hạn nhất định.
Với thị trường vốn, thông qua hệ thống các tổ chức tài chính trung gian khác, doanh nghiệp tìm kiếm các nguồn tài trợ khác để đáp ứng nhu cầu vốn dài hạn bằng cách phát hành các chứng khoán. Ngược lại, các doanh nghiệp phải hoàn trả mọi khoản lãi cho các chủ thể tham gia đầu tư vào doanh nghiệp bằng một khoản tiền cố định hay phụ thuộc vào khả năng kinh doanh của doanh nghiệp. (Thị trường chứng khoán)
Thông qua thị trường tài chính, các doanh nghiệp cũng có thể đầu tư vốn nhàn rỗi của mình bằng cách ký gửi vào hệ thống ngân hàng hoặc đầu tư vào chứng khoán của các doanh nghiệp khác.

### Mối quan hệ tài chính giữa doanh nghiệp với các thị trường khác
Các thị trường khác như thị trường hàng hóa, dịch vụ, thị trường sức lao động,...Là chủ thể hoạt động sản xuất kinh doanh, các doanh nghiệp phải sử dụng vốn để mua sắm các yếu tố sản xuất như vật tư, máy móc thiết bị, trả công lao động, chi trả các dịch vụ...Đồng thời, thông qua các thị trường, doanh nghiệp xác định nhu cầu sản phẩm và dịch vụ mà doanh nghiệp cung ứng, để làm cơ sở hoạch định ngân sách đầu tư, kế hoạch sản xuất, tiếp thị...nhằm làm cho sản phẩm, dịch vụ của doanh nghiệp luôn thỏa mãn nhu cầu của thị trường.

### Mối quan hệ tài chính trong nội bộ doanh nghiệp
Đây là mối quan hệ tài chính khá phức tạp, phản ánh quan hệ tài chính giữa các bộ phận sản xuất kinh doanh, giữa các bộ phận quản lý, giữa các thành viên trong doanh nghiệp, giữa quyền sở hữu vốn và quyền sử dụng vốn.

## Bản chất của tài chính
- Là các quan hệ tài chính trong phân phối tổng sản phẩm xã hội dưới hình thức tổng giá trị, thông qua đó tạo lập các quỹ tiền tệ nhằm đáp ứng yêu cầu tích lũy và tiêu dùng của các chủ thể trong nền kinh tế
- Tài chính phản ánh tổng hợp các mối quan hệ kinh tế nảy sinh trong quá trình phân phối các nguồn tài chính thông qua việc tạo lập hoặc sử dụng các quỹ tiền
- Giá cả của các hàng hóa trên thị trường sẽ phản ánh xu hướng phát triển của nền kinh tế. Giá cả hàng hóa giảm thì hiệu quả nền kinh tế sẽ yếu, giá cả hàng hóa tăng thì nền kinh tế có hiệu quả (ngoại trừ lạm phát).

## Chức năng của tài chính

### Chức năng huy động
- Đây là chức năng tạo lập các nguồn tài chính, thể hiện khả năng tổ chức khai thác các nguồn tài chính nhằm đáp ứng nhu cầu phát triển của nền kinh tế.
- Việc huy động vốn phải tuân thủ cơ chế thị trường, quan hệ cung cầu và giá cả của vốn.

### Chức năng phân phối
Chức năng phân phối của tài chính là một khả năng khách quan của phạm trù tài chính. Con người nhận thức và vận dụng khả năng khách quan đó để tổ chức việc phân phối của cải xã hội dưới hình thức giá trị. Khi đó, tài chính được sử dụng với tư cách một công cụ phân phối.

#### Khái niệm
Chức năng phân phối của tài chính là chức năng mà nhờ đó, các nguồn tài lực đại diện cho những bộ phận của cải xã hội được đưa vào các quỹ tiền tệ khác nhau, để sử dụng cho những mục đích khác nhau, đảm bảo những nhu cầu, những lợi ích khác nhau của đời sống xã hội.
- Phân phối qua tài chính là sự phân phối tổng sản phẩm xã hội dưới hình thức giá trị. Thông qua chức năng này, các quỹ tiền tệ tập trung và không tập trung được hình thành và sử dụng theo những mục đích nhất định.
- Phân phối thông qua tài chính gồm: phân phối lần đầu (là việc phân phối tại các khâu cơ sở, đó là các khâu tham gia trực tiếp vào các hoạt hoạt động sản xuất) và phân phối lại (là phân phối cho các khâu không tham gia trực tiếp trong quá trình sản xuất mà chỉ nhằm đảm bảo hoạt động bình thường của xã hội).
- Tuy nhiên, thực tế phân phối được chia thành 3 nhóm:
  - Phân phối có hoàn lại có thời hạn. Ví dụ: Tín dụng
  - Phân phối không hoàn lại. Ví dụ: Ngân sách nhà nước
  - Phân phối hoàn lại có điều kiện. Ví dụ: Bảo hiểm

#### Đối tượng phân phối
Đối tượng phân phối là của cải xã hội dưới hình thức giá trị, là tổng thể các nguồn tài chính có trong xã hội. 
- Xét về mặt nội dung, nguồn tài chính bao gồm các bộ phận:
  - Bộ phận của cải xã hội mới được tạo ra trong kỳ - Tổng sản phẩm trong nước GDP;
  - Bộ phận của cải xã hội còn lại từ kỳ trước - Phần tích lũy quá khứ của xã hội và dân cư;
  - Bộ phận của cải được chuyển từ nước ngoài vào và bộ phận của cải từ trong nước chuyển ra nước ngoài;
  - Bộ phận tài sản, tài nguyên quốc gia có thể cho thuê, nhượng bán có thời hạn.
- Xét về mặt hình thức tồn tại, nguồn tài chính tồn tại dưới dạng:
  - Nguồn tài chính hữu hình;
  - Nguồn tài chính vô hình.

#### Chủ thể phân phối
Chủ thể phân phối: nhà nước, doanh nghiệp, tổ chức xã hội, hộ gia đình, cá nhân.

#### Kết quả phân phối
Kết quả phân phối của tài chính là sự hình thành hoặc sử dụng các quỹ tiền tệ nhất định cho các mục đích khác nhau của các chủ thể trong xã hội.

#### Đặc điểm của phân phối
- Là sự phân phối chỉ diễn ra dưới hình thức giá trị, nó không kèm theo sự thay đổi hình thái giá trị;
- Là sự phân phối luôn luôn gắn liền với sự hình thành và sử dụng các quỹ tiền tệ nhất định;
- Là quá trình phân phối diễn ra một cách thường xuyên, liên tục bao gồm cả phân phối lần đầu và phân phối lại.

#### Quá trình phân phối
Phân phối lần đầu sản phẩm xã hội là quá trình phân phối chỉ diễn ra ở lĩnh vực sản xuất cho những chủ thể tham gia vào quá trình tạo ra của cải vật chất hay thực hiện các dịch vụ.
- Chủ thể phân phối: doanh nghiệp, người lao động, nhà nước, ngân hàng,...
- Kết quả phân phối: Hình thành nên các phần thu nhập của các chủ thể phân phối.

Phân phối lại là quá trình tiếp tục phân phối những phần thu nhập cơ bản đã hình thành qua phân phối lần đầu ra phạm vi toàn xã hội để đáp ứng nhiều nhu cầu khác nhau, thỏa mãn nhiều lợi ích khác nhau trong xã hội.

### Chức năng giám sát
- Đây là chức năng kiểm tra sự vận động của các nguồn tài chính trong quá trình tạo lập và sử dụng các quỹ tiền tệ.
- Thông qua chức năng này để kiểm tra và điều chỉnh các quá trình phân phối tổng sản phẩm xã hội dưới hình thức giá trị, phù hợp với yêu cầu phát triển kinh tế-xã hội của mỗi thời kỳ, kiểm tra các chế độ tài chính của Nhà nước...

## Hệ thống tài chính
Hệ thống tài chính là tổng thể các hoạt động tài chính trong các lĩnh vực khác nhau của nền kinh tế quốc dân, nhưng có quan hệ hữu cơ với nhau về việc hình thành và sử dụng các quỹ tiền tệ ở các chủ thể kinh tế - xã hội hoạt động trong lĩnh vực đó. Hệ thống tài chính bao gồm;
- Tài chính công (gồm ngân sách nhà nước và các quỹ ngoài ngân sách);
- Tài chính doanh nghiệp;
- Thị trường tài chính (gồm thị trường tiền tệ và thị trường vốn);
- Tài chính quốc tế;
- Tài chính hộ gia đình, cá nhân;
- Tài chính các tổ chức xã hội;
- Tài chính trung gian (bao gồm tín dụng, bảo hiểm).

Các thành phần này có quan hệ mật thiết với nhau, hỗ trợ và thúc đẩy sự phát triển của tài chính.